# Leopold Heuvelmans
Leopold Heuvelmans (* 24. März 1945 in Meerhout) ist ein ehemaliger belgischer Radrennfahrer.

## Sportliche Laufbahn
Heuvelmans war Teilnehmer der Olympischen Sommerspiele 1964 in Tokio. Im Mannschaftszeitfahren kam Belgien mit Leopold Heuvelmans, Roland De Neve, Roland Van De Rijse und Albert Van Vlierberghe auf den 13. Rang. In der Mannschaftsverfolgung schieden diese vier Fahrer in der Qualifikation aus.
1964 siegte er im Etappenrennen Tour de Liège mit einem Etappensieg. 1966 holte er einen Tageserfolg im Triptyque Ardennais.

## Familiäres
Seine Brüder René Heuvelmans und Alfons Heuvelmans waren ebenfalls Radrennfahrer.